# Ray (Vorname)
Ray ist ein englischer männlicher Vorname. Er lässt sich unter anderem vom Vornamen Raymond ableiten.

## Namensträger
- Ray Acosta (* 1983), US-amerikanischer Basketballschiedsrichter
- Ray Alexander (1925–2002), US-amerikanischer Jazzmusiker
- Ray Anthony (* 1922), US-amerikanischer Bandleader, Trompeter, Liedermacher und Schauspieler
- Ray Appleton (1941–2015), US-amerikanischer Jazz-Schlagzeuger
- Ray Barlow (1926–2012), englischer Fußballspieler
- Ray Batts (1925–2015), US-amerikanischer Country-Musiker
- Ray Bourque (* 1960), kanadischer Eishockeyspieler
- Ray Bradbury (1920–2012), US-amerikanischer Science-fiction- und Fantasyschriftsteller
- Ray Bray (1917–1993), US-amerikanischer American-Football-Spieler
- Ray Carless (1954–2022), britischer Jazzmusiker
- Ray Charles (1930–2004), US-amerikanischer Musiker
- Ray Cokes (* 1958), britischer Radio- und Fernsehmoderator sowie Video Jockey
- Ray Collins (1889–1965), US-amerikanischer Schauspieler
- Ray Collins (1936–2012), US-amerikanischer Sänger
- Ray Collins, Baron Collins of Highbury (* 1954), englischer Gewerkschafter und Politiker (Labour Party)
- Ray Conniff (1916–2002), US-amerikanischer  Komponist, Arrangeur, Orchesterleiter und Posaunist
- Ray Dempsey (* ≈1925), britischer Jazzgitarrist
- Ray Doggett (1936–2002), US-amerikanischer Rockabilly-Musiker, Songschreiber und Produzent
- Ray Dolby (1933–2013), US-amerikanischer Ingenieur und Erfinder
- Ray Edmonds (* 1936), englischer Snooker- und English-Billiards-Spieler
- Ray Flaherty (1903–1994), US-amerikanischer American-Football-Spieler und -Trainer
- Ray Gallon (* ≈1965), US-amerikanischer Jazzmusiker
- Ray Guy (1949–2022), US-amerikanischer American-Football-Spieler
- Ray Harryhausen (1920–2013), US-amerikanischer Tricktechniker und Animator
- Ray Harris (1927–2003), US-amerikanischer Rockabilly-Musiker und Produzent
- Ray Harroun (1879–1968), US-amerikanischer Automobilrennfahrer
- Ray William Johnson (* 1981), US-amerikanischer Komiker
- Ray June (1895–1958), US-amerikanischer Kameramann
- Ray Kennedy (Raymond Louis Kennedy; 1946–2014), US-amerikanischer Rockmusiker
- Ray Kennedy (Raymond Kennedy; 1951–2021), englischer Fußballspieler
- Ray Kennedy (Raymond Huston Kennedy Junior; 1957–2015), US-amerikanischer Jazzpianist und Arrangeur
- Ray Kurzweil (* 1948), US-amerikanischer Autor, Erfinder, Futurist
- Ray Liotta (1954–2022), US-amerikanischer Schauspieler
- Ray Mantilla (1934–2020), US-amerikanischer Jazz-Schlagzeuger und Perkussionist
- Ray Manzarek (1939–2013), US-amerikanischer Musiker
- Ray Miller (1941–2024), deutscher Schlagersänger
- Ray Nagin (* 1956), Bürgermeister von New Orleans
- Ray Peterson (1939–2005), US-amerikanischer Rock'n'Roll-Sänger
- Ray Pickrell (1938–2006), britischer Motorradrennfahrer
- Ray Poole (1921–2008), US-amerikanischer American-Football-Spieler
- Ray Price (1926–2013), US-amerikanischer Country-Sänger
- Ray Reardon (1932–2024), walisischer Snookerspieler
- Ray Renfro (1929–1997), US-amerikanischer American-Football-Spieler
- Ray Romano (* 1957), US-amerikanischer Schauspieler
- Ray Scott (1929–1999), US-amerikanischer Rockabilly-Musiker
- Ray Scott (Carlton Ray Scott; * 1969), US-amerikanischer Country-Musiker
- Ray Smith (1918–1979), US-amerikanischer Country-Sänger
- Ray Smith (Raymond Charles Smith; 1929–2010), australischer Geher
- Ray Smith (Raymond Eugene Smith; 1934–1979), US-amerikanischer Rockabilly-Sänger aus Kentucky
- Ray Smith (1936–1991), britischer Schauspieler
- Ray Smith (David Ray Smith; † 1997), US-amerikanischer Rockabilly-Sänger aus Oklahoma
- Ray Dennis Steckler (1938–2009), US-amerikanischer Filmregisseur
- Ray Wilkins (1956–2018), englischer Fußballspieler und -trainer
- Ray van Zeschau (* 1964), deutscher  Musiker, Fotograf, Filmemacher und Journalist